# NEAR Shoemaker
NEAR Shoemaker (Near Earth Asteroid Rendezvous) er en sonde som den 17. februar 1996 20:43:27 UTC blev sendt ud for at undersøge 433 Eros som er en asteroide på 13 × 13 × 33 km. Den 14 februar 2000 gik NEAR i kredsløb om Eros og foretog senere flere manøvrer som medførte at dens bane og hastighed blev mindre, hvorefter den til sidst landede på asteroiden. NEAR er den første sonde der har landet på en asteroide, hvilket skete den 12 Februar 2001.
NEAR blev omdøbt til NEAR Shoemaker i 2000 for at hædre astrogeologen Eugene Shoemaker (1928-97) der var fortaler for NEAR-missionen.
- Wikimedia Commons har flere filer relateret til NEAR Shoemaker